# Биг-рум-хаус
Биг-рум-хаус или просто биг-рум — родственный поджанр хауса (особенно прогрессив-хауса и электро-хауса), который приобрел популярность в начале 2010-х годов. Хотя термин «биг-рум» начал появляться в новостных статьях примерно в 2007 году, текущее состояние этого поджанра появилось примерно в 2010-12 годах и было популяризировано такими песнями, как «Epic» и «Cannonball». С 2013 года такие артисты, как Мартин Гаррикс, KSHMR, Dimitri Vegas & Like Mike, Hardwell, Ники Ромеро, Афроджек и R3hab начали экспериментировать с этим звуком в своих композициях.
Жанр, как правило, установлен в темпе, который колеблется от 126 до 132 битов в минуту. Песни обычно включают в себя длинные наращивание, за которыми следует электро-стиль дроп в сопровождении кик-драма прямой бочки, типичный для хаус-музыки. Мелодии часто просты и минимальны, хотя часто используется вдохновленная техно supersaw.